# Mavis (Band)
Mavis (stilisiert als MAVIS) ist eine Modern-Metalcore-Band aus Stuttgart. Die Band steht seit August 2023 bei Arising Empire unter Vertrag.

## Geschichte
Mavis wurde im Jahr 2019 von Robin Dachtler, Phil Donay, Mike Uhland, Mo Amrein und Johannes Rupp in Stuttgart gegründet. Im November dieses Jahres veröffentlichte die Band ihre Debüt-Single Insight mitsamt einem Musikvideo. Nach der zweiten Single Monsters aus dem Februar 2020 inklusive Musikvideo erschien wenig später im April die EP Shades, welche neben den beiden bereits veröffentlichten Singles mit Reflections einen dritten bis dato unveröffentlichten Titel enthielt. Bereits die ersten Songs der Band riefen Aufsehen und positive Resonanz in der Fachpresse hervor.
Zu Beginn der COVID-19-Pandemie in Deutschland und dem damit verhängten Auftrittsverbot spielte die Gruppe zunächst Onlinekonzerte. Im weiteren Verlauf der Pandemie verließen mehrere Mitglieder die Gruppe. Nach einem Brand im Proberaum im Jahr 2022, bei dem das gesamte Equipment der Musiker zerstört wurde, und weiteren Bandaustritten stand die Gruppe vor dem Aus. Monate später wurde eine neue Bandbesetzung vorgestellt und eine Auflösung der Gruppe abgewendet.
Im August 2023 verkündete die Band ihre Vertragsunterzeichnung bei Arising Empire und veröffentlichte mit Tortured Land ihre erste Single sowie Musikvideo in Zusammenarbeit mit dem deutschen Label. Es schlossen sich im Oktober und November zwei weitere Singles an: Furry Tongue und Calypso, die jeweils ebenfalls mit einem Musikvideo veröffentlicht wurden. Gemeinsam mit der Single Calypso kündigte die Band auch die Veröffentlichung ihres Debütalbums Grief Is No Ally am 15. Dezember 2023 an. Zum Release des Albums wurde ein Musikvideo des Songs Limerent veröffentlicht, in dem Venues-Sängerin Lela Gruber als Gastsängerin zu hören ist.
Im Sommer 2024 trat die Band bei der 25. Ausgabe des Summer Breeze Festivals auf.
Im November 2024 kündigte man mit DNA die erste Single seit dem Debütalbum Grief Is No Ally an, welche mitsamt einem Musikvideo veröffentlicht wurde.

## Stil
Die Band spielt modernen Metalcore und wird auch dem Progressive Metal zugeordnet. Charakteristisch sind die in tiefen Gitarrenstimmungen gehaltenen Riffs, welche zwischen komplexen Linien unter Einsatz von anspruchsvolleren Spieltechniken und simplen Metalcore-typischen tiefen Breakdowns variieren. Begleitet werden diese von abwechselnden häufig „Hardcore-artigen“ Shouts und eingängigem Clean-Gesang. Weitere Schlüsselelemente der Musik sind der Einsatz von Synthesizern und atmosphärischen Klängen sowie das Zurückgreifen auf Popsongabläufe als Formgerüst der Songs. Die Texte beschäftigen sich mit Themen wie Selbstbewusstsein, Vertrauen und Liebe, aber auch Enttäuschung und Zweifel.

## Besprechungen
Das Debütalbum rief positive Reaktionen in der Fachpresse hervor. Der Metal Hammer lobte das Album für seine prägnanten Arrangements und Riffs, „die an etablierte Metalcore-Größen erinnern“. Das Fuze Magazine hob das anspruchsvolle Songwriting in der Kombination mit aussagekräftigen Texten hervor, wobei die Songs aber dennoch eingängig seien. Auf metal.de fand das Album wegen seiner Vielseitigkeit dank der optimistischen und elektronischen Sounds Anklang.

## Diskografie
Singles
- 2019: Insight
- 2019: Monsters
- 2023: Tortured Land (Arising Empire)
- 2023: Furry Tongue (Arising Empire)
- 2023: Calypso (Arising Empire)
- 2024: DNA (Arising Empire)

EPs
- 2020: Shades

Alben
- 2023: Grief Is No Ally (Arising Empire)

## Auszeichnungen
- Top 20 der Impericon Next Generation Vol. 7 (2021)[20]